# Kap Hafun

Lägeskarta

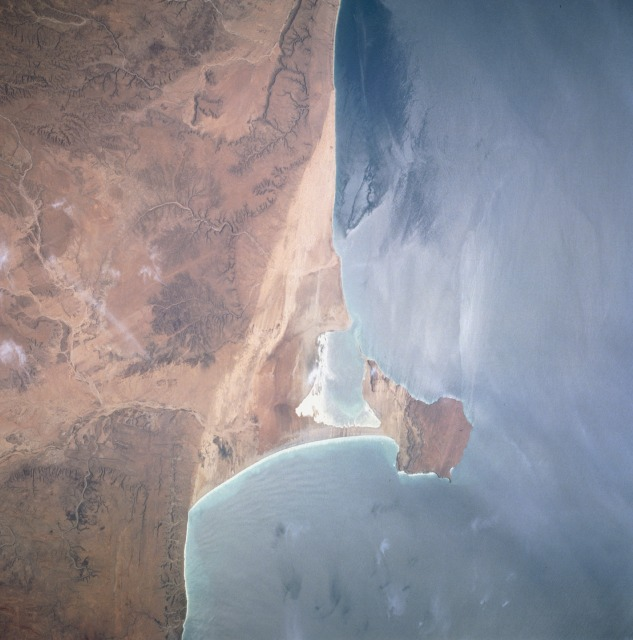
Kap Hafun

Kap Hafun (somaliska Raas Xaafuun) är en udde i östra Somalia och är numera den östligaste punkten på den afrikanska kontinenten och tillhör samtidigt världens yttersta platser.

## Geografi
Kap Hafun ligger längst österut på Hafunhalvön i regionen Bari i nordöstra Somalia.
Udden ligger vid Indiska oceanen ca 15 km öster om fiskeorten Xaafuun .
Hafunhalvön var tidigare en ö men förbinds sedan lång tid med fastlandet av ett ca 20 km långt näs och har därmed ersatt det ca 150 km längre norrut belägna Kap Gardafai som Afrikas östligaste plats.
Området är habitat för bl.a. en rad fåglar däribland Eastern Chanting-goshawk (Melierax poliopterus, en underart bland Hökartade rovfåglar) och de endemiska Somaliduvan (Columba oliviae), Somalilärkan (Mirafra somalica) och Lesser Hoopoe-lärkan (Alaemon hamertoni) och är planerad till att bli naturreservat .
Förvaltningsmässigt utgör udden en del av den autonoma regionen Puntland.

## Historia
Vid Jordbävningen i Indiska oceanen 2004 den 26 december drabbades området hårt av den efterföljande tsunamin .
Området anses numera vara den historiska handelsplatsen Opone (Οπώνη) som omnämns i skriften "Periplus Maris Erythraei" (Runt Röda havet) nedtecknad kring år 40 av en okänd grekisk handelsfarare från Alexandria. 1976 fann arkeologer från University of Michigan under ledning av Henry Wright här en mängd artefakter i form av keramikrester från Forntida Egypten, Romerska kejsardömet och områden kring Persiska viken .